# 報知新聞
『報知新聞』（ほうちしんぶん）は、かつて日本で発行されていた日刊新聞の題号。1872年（明治5年）に創刊された郵便報知新聞が前身。明治末から大正期にかけて「東京五大新聞」の一角を占めた有力紙の一つで、直営販売店制度の開始、日本初の新聞写真の掲載、日本初の女性ジャーナリストの採用や箱根駅伝の創設など、新聞史・社会史に大きな足跡を残した。第二次世界大戦後はスポーツ紙「スポーツ報知」となった。

## 歴史

### 郵便報知新聞

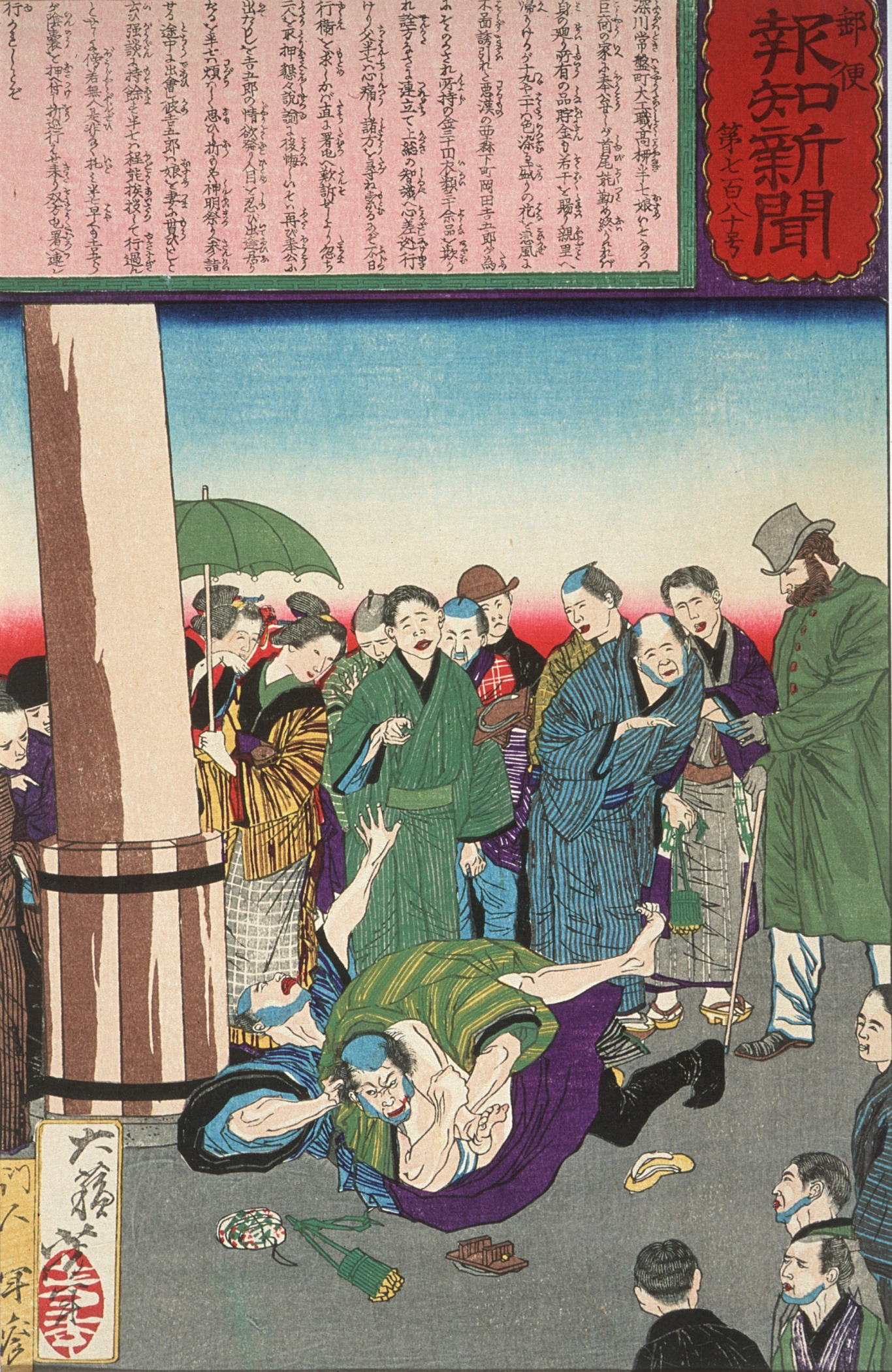
郵便報知新聞をもとにした錦絵新聞

1872年（明治5年）7月15日（6月10日 (旧暦)）、前島密らによって「郵便報知新聞」が創刊された（会社設立はその翌年。会社名は「報知社」）。草創期には旧幕臣の栗本鋤雲が主筆を務め、藤田茂吉・矢野龍渓（文雄）らの民権運動家が編集に携わったり、寄稿を行ったりした。1877年（明治10年）に西南戦争が勃発すると、当時記者であった犬養毅による従軍ルポ「戦地直報」を掲載している。1878年（明治11年）には新聞として初めて囲碁の棋戦の棋譜を掲載する。各新聞社もこれに続き、幕府の庇護を失った棋士のスポンサーとなった。
1881年（明治14年）、矢野龍渓は大隈重信と謀って同社を買収。犬養毅・尾崎行雄らが入社し、立憲改進党の機関紙となった。当時記者だった原敬はこれに反発して退社している。
政論新聞（大新聞）は自由民権運動の退潮とともに人気が低下。神戸新報（慶応義塾系新聞）が吸収され、1886年（明治19年）に同社に迎えられた三木善八は漢字の制限や小説の連載などを行い、新聞の大衆化を図ることになる。

### 「東京五大新聞」の一角
1894年（明治27年）に三木善八が社主に就任、同年12月26日「報知新聞」と改題した。1898年には案内広告のはじまりである「職業案内」欄が創設された。報知新聞がこの欄を創設したことの最大の功績は、掲載された校正係募集を見て入社した松岡もと子を採用、日本初の婦人記者となった。
1901年（明治34年）1月2 - 3日付け紙面では「二十世紀の豫言」を掲載。20世紀中に実現すると予想される23項目の事柄が書かれている。科学技術に関する部分はほとんど実現したが、自然や生物学関係は外れているものが多い。
1903年（明治36年）、紙上で村井弦斎の小説「食道楽」を連載開始、日本にグルメブームをもたらす。同年、新聞直営店制を開始した。
1904年（明治37年）には川上貞奴の写真を掲載、これは日本初の新聞写真であった。1906年（明治39年）には夕刊の発行を開始する。また1906年には日本で初めて2色刷りの新聞印刷を実施した。1913年（大正2年）の第一次護憲運動では政府系と見られて群衆の襲撃を受けた。1916年12月15日内閣交代を批判した社説「元老の宮中闖入」を掲載し、新聞紙法違反で発禁、告発された（主筆須崎芳三郎ほか1人、禁固3か月）。
明治末から大正にかけて東京で最も売れた新聞で、東京五大新聞（東京日日・時事・國民・東京朝日・報知）の一角を占めた。
1920年（大正9年）には現在も続く東京箱根間往復大学駅伝競走を創設した。
1922年（大正11年）に結成された裨聖会を支援し、棋譜を紙面に掲載した。
1923年（大正12年）の関東大震災では社屋の焼失を免れたものの、その後は大阪を基盤に置く東京朝日や大阪毎日の傘下となった東京日日の台頭によって部数を減らすことになる。

### 買収・統合・再出発
1930年には講談社の野間清治に買収され、販売方針を見直す等経営努力を重ねたが、結局振るわず1941年に講談社は撤退。一時政界引退を余儀なくされていた三木武吉に譲渡した。しかし、戦時下行われた新聞統合により、1942年、讀賣新聞に合併された。「報知」の名前は讀賣に引き継がれ、「讀賣新聞」は「讀賣報知」に改題された。当時の讀賣新聞社主である正力松太郎は、統合時に「従業員や読者の心情を鑑みて、報知の文字を残した」（「世紀を超えて 報知新聞120年史=1993年刊」）としている。
この「讀賣報知」への統合を前に、1942年8月5日の報知新聞1頁「決別の辞」と題された、武藤貞一の寄稿には「70年の伝統を誇った我が報知新聞も、本夕刊をもって、永遠に消えてなくなるのである。栄誉ある本紙は23584号をもってここに終焉を告げた」と、あたかも廃刊をしたような記述が行われていた。

第二次世界大戦後の1946年、有志が夕刊紙「新報知」を創刊して読売から独立し、1948年に「報知新聞」に題号を戻した。しかし経営難から1949年には再び読売新聞の傘下に入る事となり、この年の12月30日より読売新聞系スポーツ紙として再出発することとなった。